# Il terrore di Chicago
Il terrore di Chicago (The Big Shot) è un film del 1942 diretto da Lewis Seiler.

## Trama
Joseph, detto Duke, è un malvivente con alle spalle diverse condanne, uscito di prigione decide di vivere onestamente sapendo che in caso di nuova condanna sarebbe imprigionato a vita. Nonostante i suoi sforzi non riesce a reinserirsi nella società e così viene convinto da alcuni vecchi complici a partecipare ad una rapina. L'ideatore del crimine è il disonesto avvocato Fleming, la cui moglie, Lorna, è la vecchia amante di Duke. Quando i due si rincontrano i vecchi sentimenti riaffiorano e la donna lo convince a non prendere parte alla rapina. Il colpo fallisce e solo uno dei complici non resta ucciso, viene però arrestato e la polizia indagando si convince che anche Duke sia colpevole. Il gangster ha un solido alibi, all'ora della rapina era in compagnia di Lorna, ma non può utilizzarlo in quanto non vuole inguaiare la donna amata, decide così di ricattare l'avv. Fleming per ottenere un falso alibi da un testimone corrotto.
Durante il processo l'avvocato scopre della relazione tra i due e fornisce di nascosto all'accusa prove sulla falsità dell'alibi in modo tale da vendicarsi di Duke facendolo giudicare colpevole. Il protagonista viene condannato al carcere a vita mentre George, il falso testimone, viene incarcerato con lui per spergiuro. Quando apprende che Lorna ha lasciato il marito, Duke decide di evadere di prigione e fuggire con lei: il piano di fuga ha successo ma durante l'evasione resta uccisa una delle guardie e la colpa ricade su George che in realtà è innocente. I due amanti sono inseguiti dalla polizia e durante una sparatoria Lorna viene colpita e muore, Duke decide quindi di costituirsi per scagionare George ma prima di farlo raggiunge Fleming. Nello scontro a fuoco che ne segue l'avvocato perde la vita e il gangster viene gravemente ferito, poco prima di spirare in ospedale Duke racconta la verità sull'evasione discolpando così George.

## Distribuzione
Il film è uscito negli Stati Uniti il 13 giugno 1942, in Australia il 2 maggio del 1946. La prima proiezione nella città di New York avvenne il 17 luglio 1942 allo Strand Theatre di Broadway.

## Critica
La critica contemporanea accolse il film senza entusiasmo in quanto la trama non si discostava da quella tipica dei gangster movie di quel periodo, il critico Bosley Crowther del New York Times lo definì «a typical hard-boiled melodrama».
Il film è considerato una delle interpretazioni minori della carriera di Bogart, uscì a cavallo di due dei suoi maggiori successi: Il mistero del falco (1941) e Casablanca (1942), viene comunque ricordato dagli storici del cinema in quanto in questa pellicola l'attore interpretò per l'ultima volta il ruolo del gangster.